# Emerson Martins Figueiredo
Emerson Martins Figueiredo (*Barra Mansa, Brasil, 11 de enero de 1978), futbolista brasileño. Juega de defensa y su primer equipo fue Fluminense.